# パウロ・オタヴィオ・ロサ・ダ・シウヴァ
パウロ・オタヴィオ・ロサ・ダ・シウヴァ（Paulo Otávio Rosa da Silva、1994年11月23日 - ）は、ブラジル・サンパウロ出身のサッカー選手。アル・サッド所属。ポジションはDF。

## 経歴
2019年6月11日、VfLヴォルフスブルクと4年契約を結んだ。
2023年5月17日、アル・サッドへ3年契約で移籍することが発表された。